# الإمكانية والفعلية
في الفلسفة، تمثل الإمكانية والفعلية زوجًا من المبادئ المتصلة بشكل وثيق التي استخدمها أرسطو في تحليل الحركة، والسببية، والأخلاقيات والفلسفة في أعماله الخاصة بعلم وظائف الأعضاء، وما وراء الطبيعة، والأخلاق النيقوماخية وأطروحة عن الروح.
يشير مفهوم الإمكانية، في هذا السياق، بشكل عام إلى أي «احتمالية» يمكن لشيء ما حيازتها. لم يعتبر أرسطو أن جميع الاحتمالات متشابهة، إذ أكد على أهمية تلك الاحتمالات التي تصبح حقيقية من تلقاء نفسها في الظروف المناسبة ولا يمكن لأي شيء إيقافها. بعكس الإمكانية، تشير الفعلية إلى الحركة، أو التغير أو النشاط الذي يمثل تمرينًا معينًا أو يحقق احتمالية معينة، عندما تصبح الاحتمالية حقيقية بالمعنى الكامل.
حافظ هذان المفهومان، بأشكالهما المعدلة، على أهميتهما الكبيرة في العصور الوسطى، إذ امتد تأثيرهما إلى تطور إلهيات العصور الوسطى بطرق عديدة. في العصور الحديثة، خسر هذا التفرع الثنائي أهميته بشكل تدريجي مع تغير الفهم المتعلق بالطبيعة والإله. مع ذلك، أمكن تكييف هذه المصطلحات لتناسب استخدامات جديدة، كما يتضح من بعض الكلمات مثل طاقة وديناميكية. استُخدمت مثل هذه الكلمات لأول مرة في الفيزياء الحديثة بواسطة العالم والفيلسوف الألماني غوتفريد لايبنتس. تضم الأمثلة الحديثة الأخرى أيضًا مفهوم «الاستنجاز» الحيوي.

## الإمكانية
تأتي «الإمكانية» أو «الفاعلية» من ترجمات الكلمة اليونانية القديمة دوناميس (δύναμις). يُستخدم هذان المصطلحان بشكل خاص للإشارة إلى الطريقة التي استخدم بها أرسطو الكلمة، بوصفهما مفهومًا متناقضًا مع «الفعلية». تُستخدم الترجمة اللاتينية من كلمة دوناميس، بوتينتيا، التي تمثل أصل الكلمة الإنكليزية «بوتينشال»، في بعض الأحيان في النصوص الفلسفية الإنكليزية.
تُعد دوناميس كلمة يونانية عادية تعني الاحتمالية أو السعة. بالاعتماد على السياق، يمكن ترجمة هذه الكلمة إلى «الفاعلية»، و«الإمكانية»، و«السعة»، و«القدرة»، و«المقدرة»، و«القابلية»، و«القوة» و«الاحتمالية»، وتشكل أصل الكلمات الإنكليزية الحديثة ديناميك، وديناميت ودينامو. في الفلسفة الحديثة المبكرة، استخدم المؤلفون الإنكليزيون أمثال هوبز ولوك الكلمة الإنكليزية باور بمعنى القوة في ترجمة كلمة بوتينتيا اللاتينية.
ميز أرسطو في فلسفته معنيين اثنين لكلمة دوناميس. وفقًا لفهمه الخاص بالطبيعة، يوجد إحساس ضعيف بالإمكانية، ما يعني ببساطة وجود شيء «قد يحدث أو لا يحدث»، بالإضافة إلى إحساس قوي للإشارة إلى كيفية عمل شيء بشكل جيد. على سبيل المثال، «نقول أحيانًا إن أولئك الذين يتمكنون من مجرد المشي، أو الكلام، دون فعل ذلك بالشكل الذي يقصدونه، غير قادرين على المشي أو الكلام». يُستخدم هذا الإحساس القوي بشكل رئيسي للإشارة إلى إمكانيات الكائنات الحية، على الرغم من استخدامه في بعض الحالات لأشياء أخرى مثل الآلات الموسيقية.
يعمل أرسطو في مختلف أعماله على التمييز بشكل واضح بين الأشياء المستقرة أو المستمرة، ذات الميل الطبيعي القوي نحو نوع محدد من التغير، من الأشياء التي تحدث كما يبدو عن طريق الصدفة. يتعامل أرسطو مع هذه الأشياء باعتبارها متميزة بوجود مختلف وأكثر حقيقية. يشير أرسطو إلى أن «الطبيعة القادرة على الاستمرار» واحدة من علل كل الأشياء، بينما تتعرض الطبيعة غير القادرة على الاستمرار «للذم نظرًا إلى أنها ليست إطلاقًا من قبل شخص قادر على تثبيت تفكيره عليها مثل تثبيته على مجرم ما». تُعد الإمكانيات، التي تستمر في مادة محددة، واحدة من طرق وصف «الطبيعة نفسها» لتلك المادة، وتمثل مصدرًا فطريًا للحركة والراحة داخل تلك المادة. فيما يتعلق بنظرية أرسطو للعلل الأربع، تمثل الإمكانيات غير العرضية للمادة العلة المادية للأشياء التي قد تكون من تلك المادة، بالإضافة إلى تشكيلها أحد أجزاء كيفية فهمنا الجوهر (الموجودية، يمكن ترجمتها في بعض الأحيان إلى «الشيئية») من أي شيء منفصل. (كما أكد أرسطو، يتطلب هذا التمييز بين العلل العرضية والعلل الطبيعية). وفقًا لأرسطو، عند الإشارة إلى طبيعة شيء ما، فنحن نشير إلى الشكل، والهيئة والمظهر الخاص بهذا الشيء، الذي يظهر مسبقًا كإمكانيات، وميل فطري إلى التغير في تلك المادة قبل حصولها على هذه الهيئة، لكن تظهر الأشياء ما هي عليه بشكل كامل، كشيء حقيقي، في الوقت الذي يمكن اعتبارها «كاملة في العمل».

## الفعلية
عادة ما تُستخدم الفعلية في ترجمة كل من كلمتي إنيرجيا (ενέργεια) وإنتيليشيا (ἐντελέχεια) (التي يمكن الإشارة إليها أحيانًا بالإنكليزية إإنتيليشي. تأتي كلمة الفعلية أو أكتشواليتي من الكلمة اللاتينية أكتواليتاس وتمثل الترجمة التقليدية للكلمة، لكن يشير معناها العادي في اللاتينية إلى «أي شيء يحدث في الوقت الحالي».
صيغت الكلمتان إنيرجيا وإنتيليشيا بواسطة أرسطو، الذي ذكر أن الكلمتين متقاربتان في المعنى. في الممارسة، يعتبر معظم المعلقين والمترجمين أن هاتين الكلمتين غير قابلتين للتبادل. يشير كل منهما إلى كون الشيء في نوع خاص به من الفعل أو العمل، كما هو الحال بالنسبة إلى جميع الأشياء عندما تكون حقيقية بالمعنى الكامل، وليست مجرد حقيقة ممكنة. على سبيل المثال، «لتكون حجرًا يعني أن تجهد لتكون في مركز الكون، وبالتالي أن تكون في حالة حركة ما لم تتعرض للتقييد بخلاف ذلك».